# ان‌سی‌سافت
ان‌سی‌سافت (به انگلیسی: NCSOFT) شرکت بازی‌های ویدئویی کره‌ای است، که در سال ۱۹۹۷ توسط تی. جی. کیم تأسیس شد.
دفتر مرکزی این شرکت در شهر سئول، کره جنوبی قرار دارد و بخشی از سهام آن در بازار بورس کره معامله می‌شود. از تولیدات شرکت ان‌سی‌سافت می‌توان به بازی تیغه و روح اشاره کرد.